# Depot von Giersleben
Das Depot von Giersleben (auch Hortfund von Giersleben) ist ein Depotfund der frühbronzezeitlichen Aunjetitzer Kultur (2300–1550 v. Chr.) aus Giersleben im Salzlandkreis (Sachsen-Anhalt). Die erhaltenen Gegenstände des Depots befinden sich heute im Stadtmuseum in Zerbst/Anhalt.

## Fundgeschichte
Das Depot wurde 1831 auf dem Hopfenberg bei Giersleben beim Pflügen gefunden.

## Zusammensetzung
Das Depot war in einem Keramikgefäß niedergelegt worden, das nicht aufgehoben wurde und über dessen genaue Form keine Informationen vorliegen. Das Gefäß enthielt acht bronzene Randleistenbeile, von denen heute noch fünf erhalten sind.